# Лезија
Лезија у медицини се односи на било какво оштећење или абнормалну промјену у структури или функцији ткива или органа. Овај термин је широк и може се односити на повреде, инфекције, туморе или друге патолошке промјене. Лезије могу бити локализоване (ограничене на одређено подручје) или дифузне (шире се на више ткива или органа).

## Врсте лезија
Лезије се могу класификовати према њиховом узроку, изгледу и локацији. Неке од најчешћих врста укључују:
- Трауматске лезије: Настају усљед механичког оштећења, као што су посјекотине, убоји или преломи.
- Инфективне лезије: Узроковане су бактеријама, вирусима, гљивицама или паразитима, као што су апсцеси или улцери.
- Неопластичне лезије: Везане су за абнормални раст ћелија, укључујући доброћудне туморе и злоћудне туморе.
- Дегенеративне лезије: Настају усљед пропадања ткива, као што су артритис или остеопороза.
- Васкуларне лезије: Везане су за крвне судове, као што су инфаркт или анеуризма.[2]

## Дијагноза
Дијагноза лезија обично укључује:
- Физички преглед: Палпација и визуелна процјена лезије.
- Сликовне методе: Коришћење ултразвука, КТ, МР или рендгена за прецизну локализацију и карактеризацију лезије.
- Биопсија: Узимање узорка ткива на хистопатолошку анализу.
- Лабораторијски тестови: Анализа крви или других телесних течности за откривање инфекција или других абнормалности.[3]

## Лијечење
Лијечење лезија зависи од њихове врсте, узрока и локације. Неки од најчешћих приступа укључују:
- Хирургија: Уклањање лезије или оштећеног ткива.
- Лекови: Коришћење антибиотика, антивирусних лекова или цитостатика за лијечење инфекција или тумора.
- Радиотерапија: Уништавање туморских ћелија коришћењем зрачења.
- Физикална терапија: Рехабилитација након повреда или операција.[4]